# Union du fleuve Mano

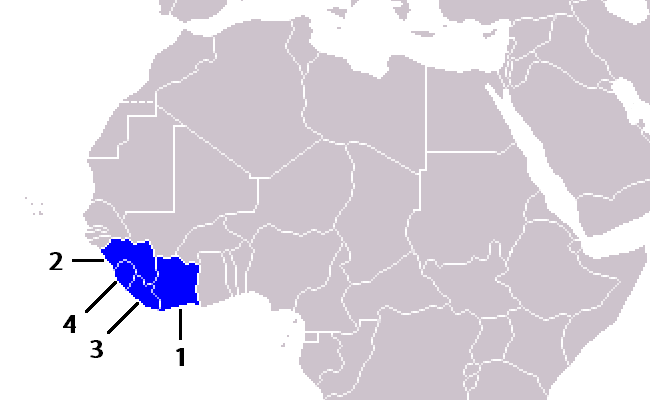
Union du fleuve Mano

L'Union du fleuve Mano est le regroupement de quatre pays d'Afrique de l'Ouest à des fins de coopération et d'intégration régionale. 

## Historique
Créée en 1973 entre le Liberia (3) et la Sierra Leone (4), l'Union fut rejointe en 1980 par la Guinée (2). La Côte d'Ivoire (1) fut le dernier pays à faire son entrée au sein de l'Union. Le but était de promouvoir la coopération économique. Elle tire son nom du fleuve Mano qui prend sa source sur les pentes des Monts Nimba et sert ensuite de frontière entre le Liberia et la Sierra Leone. 
À cause des guerres qui ont secoué ces pays, l'Union n'eut qu'une existence théorique (voir guerre civile de Sierra Leone et guerre civile du Libéria). Mais l'union fut relancée le 20 mai 2004 avec un sommet des trois chefs d'État, les présidents Lansana Conté, de Guinée, Ahmad Tejan Kabbah du Sierra Leone et Gyude Bryant du Liberia